# Шеретлоков, Таусултан Амирханович
Таусултан Амирханович Шеретлоков (кабард.-черк. Шэрэлӏыкъуэ Амырхъан и къуэ Таусулътӏан; 15 марта 1884, Догужоково, Терская область — 23 августа 1937, Нальчик) — российский и советский общественный и политический деятель, просветитель.

## Биография
Родился 15 марта 1884 года в селе Догужоково (ныне Аушигер) Нальчикского округа Терской области Российской империи. Происходил из знатного рода шапсугских первостепенных дворян — Шеретлоко (Шеретлуко), которая была известна современникам своим неприятием российской имперской политики на Кавказе.
Получив образование в Санкт-Петербурге, Таусултан вернулся на родину, где избрал полем своей деятельности административную и культурно-просветительскую работу. Был инициатором многих нововведений в учебных заведениях Кабарды.
После Октябрьской революции 1917 года не захотел иммигрировать, как многие представители дворянского сословия, а остался на родине. Жил в Нальчике и интенсивно занимался педагогической деятельностью. Преподавал в местных школах, реальном училище, в медицинском техникуме, женской гимназии, на учительских курсах и в самом престижном учебном заведении того времени в Нальчике — Ленинском учебном городке.
В начале августа 1937 года был арестован и обвинён в контрреволюционной троцкистской пропаганде. 23 августа 1937 года постановлением Тройки НКВД КБАССР был расстрелян по месту жительства в городе Нальчик.
31 августа 1960 года решением президиума Верховного Суда КБАССР был посмертно реабилитирован, как жертва политического террора.

## Творческая деятельность
Являясь племянником знаменитого учёного Эльбаздуко Кудашева, автора книги «Исторические сведения о кабардинском народе», с детства увлёкся устным народным творчеством и историей Кабарды.
После возвращения из учёбы в Санкт-Петербурге в начале 1910-х годов, занимался сбором и публикацией адыгского фольклора, а также переводом на кабардинский язык произведений русских поэтов и писателей. Параллельно занимался сбором исторических, этнографических и лингвистических сведений о кабардинцах. Проявил себя и как первый кабардинский драматург. В свои пьесы вводил много элементов народной хореографии. Являлся не только автором, но также постановщиком своих спектаклей.
Накануне Февральской революции, опубликовал обстоятельную статью «Образование и письменность туземцев», в которой рассматривал этапы просветительского движения в Кабарде с 1860-х годов. После Октябрьской революции, не смотря на своё дворянское происхождение, являлся одним из ведущих послереволюционных адыгских деятелей.
В 1921 году совместно с А. И. Пшунетовым и Б. Л. Хурановым разработал национальную письменность на латинице. В 1923 году полный переход кабардинской письменности от арабской графики на латиницу был завершён.
После ареста и расстрела большинство работ Шеретлокова, в частности, связанные с фольклорам, были сожжены или расхищены.

## Семья
Женой Таусултана Шеретлокова была Маржан Келеметовна Шакманова, сестра Таусултана Шакманова.